# Operace Big

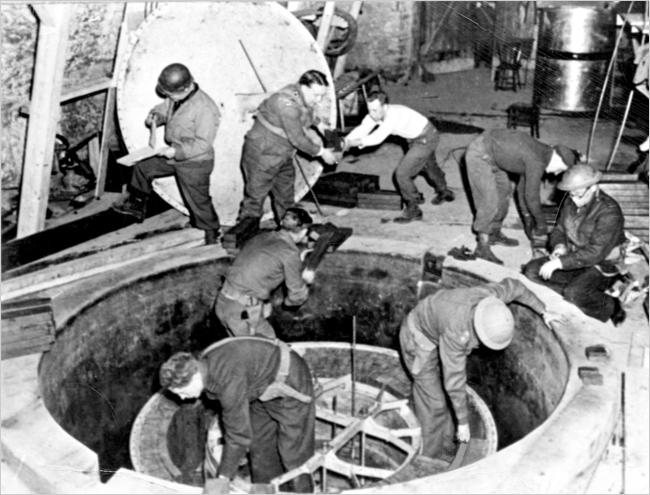
Američtí ženisté demontují jaderný reaktor, který němečtí vědci vybudovali v rámci programu Uranprojekt v Haigerlochu (duben 1945)

Operace Big byla operací skupiny Alsos, která měla za cíl zabavení zařízení a materiálů (a také personálu) souvisejících s německým jaderným programem během druhé světové války. Prohledala několik vytipovaných cílových měst v oblasti jihozápadního Německa, spadajících pod působení francouzské první armády, včetně Hechingenu, Bisingenu, Haigerlochu, a Tailfingenu.
Během působení za německou linií provedla skupina úspěšně své úkoly. Ukořistila nebo zničila všechny materiály související s projektem a zajala špičkové vědce během posledního týdne v dubnu a prvního týdne v květnu 1945.

## Historie
Krátce po osvobození Paříže bylo rozhodnuto o bombardování německých jaderných zařízení všude tam, kde nebudou američtí vojáci dříve než Sověti, aby se tito nedostali ani k technologiím, ani k personálu. Strach, že francouzské síly dorazí do laboratoří Wernera Heisenberga v Hechingenu dříve než americká armáda, přiměl velitele skupiny Alsos, podplukovníka Borise Pashe, rychle zorganizovat mobilní skupinu armádních ženistů z 1269th Engineer Combat Battalion. Jeho tým během tří dnů dosáhl Horbu a zamířil k Haigerlochu, zatímco francouzská vojska měla práci s hledáním členů vichistické vlády dvacet kilometrů hlouběji ve Württembergu.
Pash a jeho ženisté, doprovázeni velitelem rozvědky 6. armádní skupiny generálem Eugene Harrisonem, obsadili Haigerloch dne 23. dubna 1945. Zde provedli užaslí vědci první velký objev. Jakmile jednotka ženistů zkonsolidovala své síly na určené pozici ve městě, odpálil tým ALSOS uzamčené dveře vedoucí do jeskyně v boku útesu. Uvnitř tým našel velkou komoru a několik menších místností plných nástrojů, kontrolních zařízení a sestavu seřazených válců, kterou popsal vystrašený německý technik jako „uranový stroj“. Ačkoli chyběl uran, přístroj byl operační jaderný reaktor, který se podařilo získat nepoškozený. Vědci strávili dva dny demontáží vybavení za pomoci armádních ženistů. Později bylo nalezeno několik sudů s těžkou vodou v laboratoři hlavní komory a německý vědec řekl Pashovi, že uranové kostky pro reaktor byly ukryty pod senem v nedaleké stodole.
Pracovní skupina pak pokračovala do Hechingenu, kde našla a zadržela Ericha Baggeho, Carla Friedricha von Weizsäcker, Maxe von Laue, a Karla Wirtze, pokračovala do Tailfingenu kde zadržela Otto Hahna. Heisenberg, který opustil Hechingen 19. dubna, byl zajat Pashem a malou jednotkou ve svém domě v Urfeld am Walchensee 3. května 1945.